# Моанда (Габон)
Моанда (на френски: Moanda) е един от четирите най-големи града в Габон. Разположен е на магистрала N3 в О Огоуе. Моанда е един от най-важните градове в света за добив на манганова руда. Добивът започва през 1957 под надзора на Compagnie Minière de l'Ogooué (COMILOG).
През 1959 е построен 75-километров лифт до Мбинда в Конго-Бразавил за износ на манганова руда, но по-късно, през 1986, е затворен след построяването на Трансгабонската железница.
Градът е разположен в долината между връх Будинга и връх Моанда и има население от 59 154 души (по данни от 2013 г.).